# Theretra queenslandi
Theretra queenslandi  es una polilla de la  familia Sphingidae. 

## Sinonimia
- Chaerocampa queenslandi (Lucas, 1891).
- Choerocampa potentia (Druce, 1894)

## Distribución
Vuela en Nueva Gales del Sur, Queensland, (Australia) y Papúa Nueva Guinea.

## Descripción
Su envergadura es de aproximadamente 60 mm. Los adultos tienen ligeros tonos marrones en sus alas delanteras con una raya oscura que las recorre desde la base al ápice. Hay un punto oscuro cerca el su borde medio. Sus alas traseras muestran un marrón más oscuro.

## Biología
Las larvas se alimentan de Dendrocnide excelsa. en estadios tempranos su color es verde con un cuerno de cola recto y oscuro, y un par de pequeños ocelos azules marcando el primer segmento abdominal. En estadios más tardíos tiene dos formas de color, verde y marrón, ambas formas tienen un par de ojos verde y blanco, uno a cada lado del primer segmento abdominal. 
La Pupación tiene lugar con una esbelta y moteada pupa marrón.